# ضدمحیط‌زیست‌گرایی
ضد محیط زیست‌گرایی مجموعه‌ای از ایده‌ها و اقدامات است که با کلیت محیط زیست‌گرایی یا با برخی سیاست‌ها و ابتکارات محیط‌زیستی خاص مخالفت می‌ورزد. انتقاد از محیط‌زیست‌گرایی می‌تواند هم از بیرون این جنبش و هم از درون آن صورت گیرد، چرا که این جنبش نمایانگر طیفی از ایده‌ها و مواضع سیاسی است. مخالفت‌های بیرونی ممکن است به صورت یک جنبش مقابله‌ای سازمان‌یافته ظاهر شود که هدف آن مخالفت با ایده‌ها، سیاست‌ها و مقررات محیط‌زیستی ـ چه در سطح ملی و چه بین‌المللی ـ است. مخالفان ممکن است شامل کارگران صنایعی باشند که توسط سیاست‌های محیط‌زیستی تهدید می‌شوند، شرکت‌هایی که از این سیاست‌ها حمایت می‌کنند، و اتاق‌های فکر ضدمحیط‌زیست‌گرا.
دلایل مخالفت، همگن و یکسان نیستند؛ این دلایل دامنه‌ای گسترده دارند: از منافع اقتصادی گرفته تا مواضع ایدئولوژیک و سیاسی‌ای که با تغییرات اجتماعی و سیاسیِ حامی محیط‌زیست دشمنی دارند، تا دیدگاه‌های انتقادی‌ای که محیط‌زیست‌گرایان را به تأمل و اتخاذ رویکردهایی فراگیرتر در مسیر پایایی ترغیب می‌کنند.

## تاریخچه
انتقاد از محیط‌زیست‌گرایی در دوره‌های تاریخی مختلف اشکال گوناگونی به خود گرفته است. بسیاری از مخالفت‌ها با محیط‌زیست‌گرایی از درون خود جنبش محیط‌زیستی و از دل تضادها و مباحثات درونی آن برآمده‌اند.
در دهه‌های ۱۹۶۰ و ۱۹۷۰، محیط‌زیست‌گرایی تحت تأثیر نگرانی‌هایی دربارهٔ کمبود منابع و بهره‌برداری بیش از حد از آن‌ها شکل گرفت؛ این نگرانی‌ها ناشی از ترسی بود که آینده رفاه بشر و توازن سیاره را در معرض تهدید می‌دید. این مفهوم به مالتوس‌گرایی شهرت دارد. این دیدگاه‌ها از سوی اقتصاد نئوکلاسیک مورد انتقاد قرار گرفت، چرا که آن‌ها معتقد بودند نقش نوآوری‌های علمی و فناورانه در تأمین منابع بیشتر نادیده گرفته شده است. برخی نیز اعتبار مدل‌های ریاضی، از جمله گزارش مشهور مرزهای رشد باشگاه رم را زیر سؤال بردند و استدلال کردند که این مدل‌ها بازخوردها و تأثیر تصمیمات انسانی را به‌درستی لحاظ نکرده‌اند.
انتقادهایی از جناح چپ نیز مطرح شد؛ برای مثال، متفکرانی مانند
ماری بوکچین، ریشه مشکلات زیست‌محیطی را نه در کمبود منابع طبیعی، بلکه در علل سیاسی و اجتماعی می‌دانستند. منتقدان مارکسیسم نیز استدلال می‌کردند که ایده‌های محیط‌زیستیِ متأثر از نئومالتوسیانیسم، دارای لحن نژادپرستانه، نخبه‌گرایانه و امپریالیستی بوده و آن‌ها را ارتجاعی تلقی می‌کردند.

## جنبش‌ها و ایدئولوژی‌های ضد محیط‌زیست
ضدمحیط‌زیست‌گرایی از عوامل اجتماعی و اقتصادی و همچنین مواضع ایدئولوژیک تغذیه می‌شود. بنیان‌های ایدئولوژیک ضدمحیط‌زیست‌گرایی می‌توانند بسیار متنوع و گاه متضاد با یکدیگر باشند؛ از ایدئولوژی‌های نئولیبرالیسم گرفته تا سرمایه‌داری‌ستیزی.
در برخی زمینه‌ها، به‌ویژه در ایالات متحده آمریکا، جنبش‌ها و ابتکارات ضدمحیط‌زیستی اغلب از ایدئولوژی‌های سیاسی محافظه‌کارانه یا نولیبرال الهام می‌گیرند؛ این دیدگاه‌ها اقتصاد بازار آزاد را بر تنظیم‌گری دولتی ترجیح می‌دهند. چنین مواضع سیاسی‌ای از سوی منافع شرکتی‌ای حمایت می‌شوند که دغدغه‌های محیط‌زیستی یا مقررات زیست‌محیطی را تهدیدی برای خود می‌دانند. هرچند بسیاری از ناظران ضدمحیط‌زیست‌گرایی به ارتباط مکرر این ابتکارات با منافع تجاری خاصی که تحت تأثیر سیاست‌های محیط‌زیستی قرار می‌گیرند اشاره می‌کنند، برخی دیگر بر این باورند که در برخی گروه‌های اجتماعی، عوامل فرهنگی خاصی وجود دارد که زیربنای گرایش آن‌ها به ضدمحیط‌زیست‌گرایی را تشکیل می‌دهد.
در همین حال، منافع تجاری که تحت تأثیر قوانین زیست‌محیطیِ به سرعت در حال گسترش قرار گرفته بودند، برای مقابله با آن اتحادهایی تشکیل دادند. گاهی اوقات آنها از همان روش‌های جنبش‌های اجتماعی و زیست‌محیطی استفاده می‌کردند: بسیج در سطح جامعه و مشارکت‌های جمعی، و همچنین کمپین‌های آگاهی‌بخشی عمومی، مشارکت رسانه‌ای، انتشارات تحقیقاتی و ارائه شهادت در جلسات دادرسی.